# جون ك. لي
جون ك. لي (بالإنجليزية: John C. Lee)‏ هو محامي وضابط وسياسي أمريكي، ولد في 7 يناير 1828 في مقاطعة ديلاوير في الولايات المتحدة، وتوفي في 24 مارس 1891 في توليدو في الولايات المتحدة. حزبياً، نشط في الحزب الجمهوري. وقد انتخب نائب حاكم ولاية أوهايو ‏.